# Zielonczyn (województwo zachodniopomorskie)
Zielonczyn (do 1945 Graseberg) – wieś w północno-zachodniej Polsce, położona w województwie zachodniopomorskim, w powiecie goleniowskim, w gminie Stepnica, na zachodnim skraju Równiny Goleniowskiej, porośniętej Puszczą Goleniowską, na skrzyżowaniu dróg prowadzących do Stepnicy, Wolina i Widzieńska, ok. 6 km na północny wschód od Stepnicy.
Według danych z 31 grudnia 2009 r. wieś zamieszkiwało 79 osób.

## Historia
W latach 1975–1998 miejscowość należała administracyjnie do województwa szczecińskiego.

## Współcześnie
Obecnie wieś ma charakter ulicówki. Z dawnego porządku architektonicznego zachowała się jedynie kolonia, która znajduje się przy drodze gruntowej w zachodniej części Zielonczyna. Budynki pochodzą w większości z okresu kolonizacji w dwudziestoleciu międzywojennym. Są to dwubudynkowe zagrody złożone z chałupy i budynku gospodarczego, bez wartości zabytkowej. We wsi znajduje się również leśniczówka oraz niewielkie, zarastające jeziorko o tej samej nazwie. Okolica to tereny leśne, porośnięte w większości borem sosnowym oraz, nieco bardziej na zachód, bagna i tereny łąkowe Doliny Dolnej Odry.
Okoliczne miejscowości: Żarnówko, Miłowo, Krokorzyce, Żarnowo

## Wieża widokowa
W kwietniu 2010 oddana została do użytku wieża widokowa zlokalizowana na szczycie, położonego na południowy wschód od wsi, czterdziestometrowego wzniesienia zwanego Górą Zielonczyn lub Górą z Wieżą. Wieża o wysokości 42,5 m posiada dwa poziomy obserwacyjne, z których niższy (położony na wysokości 34,3 m) udostępniany jest dla turystów. Na wyższym poziomie znajduje się punkt obserwacji przeciwpożarowej Nadleśnictwa Goleniów. Wieża wykonana jest z żelbetu i posiada kolisty przekrój. Jej średnica zewnętrzna wynosi 240 cm, a wewnętrzna 200 cm. Na szczyt wiedzie 180 stalowych stopni. Koszt wzniesienia wieży wyniósł ok. 400 tysięcy zł. Zwiedzanie wieży możliwe jest po wcześniejszym telefonicznym uzgodnieniu z Nadleśnictwem Goleniów. 
Ze szczytu góry rozpościera się panorama gminy Stepnica oraz Zalewu Szczecińskiego. Przy drogach asfaltowych Nadleśnictwo Goleniów wyznaczyło leśne parkingi. W pobliżu przebiega  Szlak Stepnicko-Rokicki.